# ویکتوریا لاریر
 ویکتوریا لاریر (فرانسوی: Victoria Larrière‎؛ زادهٔ ۲ مهٔ ۱۹۹۱) یک تنیس‌باز اهل فرانسه است. 